# Province d'Ángel Sandoval
La province d'Ángel Sandoval est une province du département de Santa Cruz, en Bolivie. Sa capitale est la petite localité de San Matías. Historiquement, elle était rattachée à la Chiquitania qui désignait l'ancienne région du Haut-Pérou (l'actuelle Bolivie) . 

La province est située à l'est du département, dans la zone appelée Pantanal bolivien, qui fait frontière avec le Brésil. Sa superficie est de 37 442 km2.
Sa population n'était que de 14 362 habitants en 2001, ce qui en fait une des régions les moins peuplées du pays avec à peine 3 hab./km2.
C'est dans la province d'Ángel Sandoval qu'est située la lagune Mandioré.